# Van Bihar tot Bangalore
Van Bihar tot Bangalore is een achtdelige documentaireserie voor de Nederlandse televisie over India. De serie werd, net als de voorgangers over Rusland (Van Moskou tot Magadan en Van Moskou tot Moermansk), gepresenteerd door Jelle Brandt Corstius en uitgezonden door de VPRO.

## Inhoud
Brandt Corstius probeert India te begrijpen en dan met name de enorme verschillen tussen arm en rijk. Hij reist onder meer naar de straatarme deelstaat Bihar en de technische metropool Bangalore.

## Afleveringen
| Afl. | Titel                       | Vanuit              | Onderwerp                                                                           | Uitzenddatum     |
| ---- | --------------------------- | ------------------- | ----------------------------------------------------------------------------------- | ---------------- |
| 1    | Het heilige water           | Varanasi            | Over de heilige doch vervuilde rivier de Ganges                                     | 2 december 2012  |
| 2    | De Kostbare Bruidsschat     | Chandigarh, Punjab  | Over de bruidsschat en het vrouwentekort, en over echte liefde                      | 9 december 2012  |
| 3    | De Onaanraakbaren           | Bettiah, Bihar      | Over het kastenstelsel en de Dalits                                                 | 16 december 2012 |
| 4    | De Kraamkamer van de Wereld | Bangalore           | Over economische ontwikkeling, informatietechnologie, nouveau riche en draagmoeders | 23 december 2012 |
| 5    | De Sterren van de Sloppen   | Mumbai              | Over de sloppenwijken met hun eigen economie                                        | 30 december 2012 |
| 6    | De pijnlijke Waarheid       | Godhra, Gujarat     | Over spanningen tussen hindoes en moslims, en het Holi-feest                        | 6 januari 2013   |
| 7    | Het Sprookje Bollywood      | Mumbai, Maharashtra | Over de populariteit van Bollywood                                                  | 13 januari 2013  |
| 8    | De Weg Naar Huis            | Mumbai en Delhi     | Een road trip over de wegen van India                                               | 20 januari 2013  |